# Kyocera Unimerco
Kyocera Unimerco A/S  ist ein im dänischen Sunds ansässiger Werkzeughersteller für die metall- und holzverarbeitende Industrie. Seit 2011 gehört das Unternehmen zum japanischen Mischkonzern Kyocera. Kyocera Unimerco besitzt 14 Niederlassungen in 12 Ländern und beschäftigt etwa 530 Mitarbeiter.

## Geschichte
Hans Foxby gründete 1964 in Dänemark die Handelsgesellschaft Unimerco. In den ersten Geschäftsjahren übernahm das Unternehmen den Vertrieb von Nagelmaschinen der französischen Marke TJEP. Zwei Jahre später kamen Schneidwerkzeuge für die holzverarbeitende Industrie zum Sortiment hinzu. Nachdem Unimerco in den 1970er und 1980er Jahren seine Marktanteile in Dänemark stetig ausgebaut hatte, begann in den 1990er Jahren die internationale Expansion.
Im Jahr 2011 übernahm der japanische Mischkonzern Kyocera im Rahmen einer Übernahmevereinbarung 100 % der Unimerco-Aktien.

## Geschäftsbereiche und Produkte
Folgende Geschäftsbereiche gehören zu Kyocera Unimerco:
- Kyocera Unimerco Tooling A/S
- Kyocera Unimerco Fastening A/S

Die Kyocera Unimerco Tooling entwickelt, fertigt und vertreibt Werkzeuglösungen für Zerspanung sowie Messwerkzeuge für die Metall- und Holzindustrie. Das Tätigkeitsfeld der Kyocera Unimerco Fastening dagegen umfasst den Verkauf von Nagelpistolen, Biegemaschinen und Bindemaschinen (zum Rödeln von Bewehrungsstahl) einschließlich Befestigungsartikel unter dem Markennamen „Tjep“. Der Absatzmarkt dieses Geschäftsbereichs beschränkt sich im Wesentlichen auf die Bauindustrie.